# Bataille de Cecora (1595)
 (signalé en juin 2025).
Si vous disposez d'ouvrages ou d'articles de référence ou si vous connaissez des sites web de qualité traitant du thème abordé ici, merci de compléter l'article en donnant les références utiles à sa vérifiabilité et en les liant à la section « Notes et références ».
- Archive Wikiwix
- Bing
- Cairn
- DuckDuckGo
- E. Universalis
- Gallica
- Google
- G. Books
- G. News
- G. Scholar
- Persée
- Qwant
- (zh) Baidu
- (ru) Yandex
- (wd) trouver des œuvres sur Wikidata

Ne doit pas être confondu avec Bataille de Țuțora.
Guerre des magnats moldaves
La Battle of Cecora a lieu le 19 et 20 octobre 1595, lors de la guerre des magnats moldaves entre l'armée de la république des Deux Nations et de la principauté de Moldavie, commandée par Jan Zamoyski d'une part et l'armée de l'Empire ottoman et le khanat de Crimée, commandée par Ghazi II Giray. La bataille s'est soldée par une victoire polonaise et moldave.